# 北欧映画
北欧映画株式会社（Hokuo Eiga Co., Ltd., 1950年8月 設立 - 1957年 合併）は、かつて存在した日本の映画会社である。現在の角川映画の源流の一社である。

## 略歴・概要
海軍中佐であった中筋藤一が、三井物産資本を背景に1950年（昭和25年）8月に設立した。本社は東京都中央区銀座1-6 皆川ビルに置いた。
ニッポンシネマコーポレーション（NCC）、東宝、松竹、欧米映画（のちのヘラルド映画）といった各社と共同配給を行い、スウェーデン等いわゆる北欧のみならず、フランス映画、メキシコ映画も輸入配給した。
1957年（昭和32年）、ヘラルド映画（現在の角川映画の前身の一社）、大洋映画と合併して新会社を設立、同社は消滅する。中筋はこの新会社に参加するが、北欧映画株式会社の本社のあった場所には、自らを代表とする北欧商事株式会社を置いた。

## おもなフィルモグラフィ
キネマ旬報映画データベースに見られる配給作品の一覧であり、日本での配給作品のみである。日本公開順。
- 『深夜のランデヴー』 Möte i natten : 監督・主演ハッセ・エクマン、1945年 スウェーデン製作、 1951年6月12日公開 - 共同配給NCC
- 『愛欲の港』 Hamnstad : 監督イングマール・ベルイマン、主演ニーネ・クリスティーネ・イェンソン、1948年 スウェーデン製作、 1951年10月2日公開 - 共同配給東宝
- 『令嬢ジュリー』 Fröken Julie : 監督アルフ・シェーベルイ、主演アニタ・ビョルク、1951年 スウェーデン製作、 1952年8月15日公開 - 共同配給欧米映画
- 『世界を敵として』 Beiderseits der Rollbahn : 監督ギュンター・ヨナス / ゲルト・ステーゲマン、ドキュメンタリー映画、1953年 ドイツ製作、 1954年9月20日公開 - 共同配給松竹
- 『悪の塔』 La Tour de Nesle : 監督アベル・ガンス、主演ピエール・ブラッスール、1955年 フランス/ イタリア製作、 1955年10月18日公開 - 共同配給NCC
- 『肉体の抗議』 Aventurera : 監督アルベルト・グート、主演ニノン・セヴィーヤ、1954年 メキシコ製作、 1955年10月29日公開 - 共同配給NCC
- 『大湖沼』 Vadvízország : 監督ホモキ・ナジ・イシュトヴァン、ドキュメンタリー映画、1951年 ハンガリー製作、 1956年8月7日公開 - 共同配給NCC
- 『最後の橋』 Die Letzte Brucke : 監督ヘルムート・コイトナー、主演マリア・シェル、1954年 オーストリア/ ユーゴスラビア製作、 1956年12月14日公開 - 共同配給NCC
- 『雪は汚れていた』 La neige était sale : 監督ルイス・サスラフスキー、主演ダニエル・ジェラン、1952年 フランス製作、 1957年3月23日公開 - 共同配給NCC
- 『青い潮』 Herr über Leben und Tod : 監督ヴィクトル・ヴィカス、主演マリア・シェル、1956年 オーストリア製作、 1957年7月29日公開 - 共同配給NCC
- 『OSSと呼ばれる男』 OSS 117 n'est pas mort : 監督ジャン・サッシャ、主演マガリ・ノエル、1957年 フランス製作、 1957年9月20日公開 - 共同配給NCC

## 関連事項
- ハッセ・エクマン （en:Hasse Ekman）
- ホモキ・ナジ・イシュトヴァン （hu:Homoki Nagy István）
- ルイス・サスラフスキー （en:Luis Saslavsky）
- ジャン・サッシャ （fr:Jean Sacha）

## 註
1. ↑  『電通広告年鑑 1956年』、電通、1956年、p.749.
2. 1 2 3  キネマ旬報映画データベース Archived 2012年1月30日, at the Wayback Machine.、2010年7月29日閲覧。
3. ↑  『日本映画発達史 IV 史上最高の映画時代』、田中純一郎、中公文庫、1976年3月10日 ISBN 4122003156, p.451.